# Shim Chang-min
Shim Chang-min (hangeul: 심창민; hanja: 沈昌珉), noto anche come Max Changmin (Seul, 18 febbraio 1988) è un cantante, cantautore, attore, danzatore e modello sudcoreano.
È divenuto noto a livello mondiale nel 2003, anno del debutto dei TVXQ, gruppo musicale sudcoreano di musica pop del quale è membro e che ha venduto milioni di dischi nella seconda metà degli anni duemila.

## Biografia
Shim Chang-min nacque e crebbe a Seul, in Corea del Sud, da una famiglia buddista. Ha due sorelle minori ed entrambi i loro genitori svolgevano la professione di insegnanti. All'età di quattordici anni fu scoperto da un agente della SM Entertainment mentre cantava e giocava a bandminton durante l'orario scolastico. Colpito dalle sue abilità canore, l'agente gli consigliò di svolgere un provino presso la SM Entertainment ma Chanmin rifiutò dichiarando di non essere interessato a diventare un cantante. Tuttavia, sua madre, spinta dal desiderio di incontrare la celebre artista BoA, chiese a Shim Chang-min di tentare comunque il provino, cosa che il figlio fece. Tre giorni dopo, l'etichetta musicale chiamò Shim Chang-min per un secondo provino, che superò nuovamente. Ai tempi, suo padre non era al corrente delle audizioni svolte dal figlio. Dopo aver vinto due trofei (come Miglior Cantante e Miglior Artista) ad una competizione giovanile e annuale della SM Entertainment, Shim Chang-min firmò un contratto con l'etichetta musicale.

## Carriera
Nel 2003 Shim Chang-min fu inserito assieme ad altri quattro membri in una boy band, composta oltre a lui da U-Know Yunho, Hero Jaejoong, Micky Yoochun e Xiah Junsu. All'epoca del debutto, il quindicenne Shim Chang-min era il membro più giovane del gruppo. Quest'ultimo, noto come TVXQ, debuttò ufficialmente il 26 dicembre 2003 durante uno showcase con BoA e Britney Spears, esibendosi con il loro singolo d'esordio "Hug" e una versione a cappella di "Oh Holy Night". Il 14 gennaio 2004 "Hug" fu rilasciato come singolo, raggiungendo in breve tempo la quarta posizione in diverse classifiche musicali sudcoreane. Nell'ottobre del medesimo anno fu invece pubblicato il loro primo album, Tri-Angle, il quale divenne un successo e raggiunse la vetta delle classifiche locali.

## Vita personale
Oltre al coreano, Shim Chang-min è fluente in giapponese. Si è diplomato presso la Gaepo High School nel 2006 e successivamente si è iscritto alla Kyung Hee University di Seul nel 2009, focalizzandosi in musica postmoderna. Nel 2011 si è iscritto in Discipline Delle Arti Della Musica E Dello Spettacolo alla Konkuk University ed in seguito ad una laurea magistrale presso l'Inha University
Oltre alla musica, Shim Chang-min ha una passione per la fotografia ed è uno studente del fotografo Kim Young-joon.

## Filmografia

### Drama televisivi
- Vacation (베케이션) - serie TV, episodi 1-4 (2006)
- Paradise Ranch (파라다이스 목장) - serie TV, episodi 1-16 (2011)
- Athena - Jeonjaeng-ui yeosin (아테나: 전쟁의 여신?) – serie TV, episodi 16-20 (2010-2011)
- Saki (サキ) – serie TV, episodio 11 (2013)
- Mimi (미미) - serie TV, episodi 1-4 (2014)
- Bam-eul geonneun seonbi (밤을 걷는 선비) - serie TV, episodi 1-20 (2015)

### Film
- All About Dong Bang Shin Ki (All About 東方神起) - (2006)
- All About Dong Bang Shin Ki season 2 (All About 東方神起 시즌 2) - (2007)
- All About Dong Bang Shin Ki season 3 (All About 東方神起 시즌 3) - (2009)
- Dating On Earth (지구에서 연애중) - film TV (2010)
- I AM. (아이엠) - Choi Jin Sung (2012)
- Fly with the gold (黄金を抱いて翔べ) - (2012)
- SMTOWN: The Stage - Bae Sung-sang (2015)

### Speciali
- First Love (첫사랑) - (2005)
- The King's Man - (2006)
- Tokyo Holiday (도쿄 홀리데이) - (2006)
- The Uninvited Guest (초대받지 않은 손님) - (2006)
- Finding Lost Time (잃어버린시간을 찾아서) - (2006)
- Dangerous Love (위험한사랑) - (2006)
- Unforgettable Love (내생애 가장 잊지못할 그녀) - (2006)
- The Gold Case (私が黄金を追う理由) - (2012)
- Tensai Bakabon 3 (天才バカボン3〜愛と青春のバカ田大学) - (2018)

### Programmi televisivi
- Count Down TV - programma televisivo (2003)
- Channel A (チャンネル エー) - programma televisivo (2003)
- X-Man (X맨) - programma televisivo, episodi 151-152 (2006)
- Jiwhaza (작렬! 정신통일) - programma televisivo (2007)
- Taxi (현장 토크쇼 택시) - programma televisivo, episodio 187 (2007)
- Explorers of the Human Body (인체탐험대) - programma televisivo, episodi 9-10 (2008)
- Happy Together 3 (해피투게더3) - programma televisivo, episodi 35, 183, 517 (2008, 2011, 2017)
- Champagne (샴페인) - programma televisivo (2008)
- Shabekuri 007 (しゃべくり007) - programma televisivo, episodio 28 (2009)
- Picaru no Teiri (ピカルの定理) - programma televisivo (2010)
- Running Man (런닝맨) - programma televisivo, episodi 27, 115 (2011, 2012)
- Strong Heart (강심장) - programma televisivo, episodi 63-64, 153-154 (2011,2012)
- Heroes (영웅호걸) - programma televisivo, episodio 37 (2010)
- Moonlight Prince (달빛프린스) - programma televisivo, episodi 1-60 (2013)
- Our Neighborhood Arts and Physical Education (우리동네 예체능) - programma televisivo, episodi 1-15, 17-20, 22-43, speciale (2013, 2014)
- Exo's Showtime (EXO's 쇼타임) - programma televisivo, episodio 1 (2013)
- The Ultimate Group (最强天团) - programma televisivo, episodio 3 (2014)
- Exciting India (두근두근 인도) - programma televisivo, episodi 1, 3-4 (2015)
- Knowing Bros (아는 형님) - programma televisivo, episodio 97 (2017)
- Let's Eat Dinner Together (한끼줍쇼) - programma televisivo, episodio 53 (2017)
- Life Bar (인생술집) - programma televisivo, episodio 62 (2018)
- I Live Alone (나 혼자 산다) - programma televisivo, episodi 237, 279-280 (2018,2019)
- I Can See Your Voice 5 (너의 목소리가 보여5) - programma televisivo, episodio 9 (2018)
- The Return of Superman (슈퍼맨이 돌아왔다) - programma televisivo, episodio 224 (2018)
- TVXQ D-Cumentary ([디큐멘터리] 동방신기) - programma televisivo, episodi 1-3 (2018)
- 72 hours of TVXQ (동방신기의 72시간) - programma televisivo (2018)
- SJ Returns 3 (슈주 리턴즈3) - programma televisivo, episodio 51 (2019)
- Analog Trip - programma televisivo, episodi 1-12 (2019)
- Amazing Saturday (놀라운 토요일) - programma televisivo, episodio 104 (2020)
- Crazy Recipe Adventure (볼빨간신선놀음) - programma televisivo, episodi 7-9 (2021)
- Kingdom (킹덤) - programma televisivo, episodi 1-10 (2021)
- Max Chang Min's Free Hug (최강창민의 프리허그) - programma televisivo (2021)
- Drink with God 2 (신과 함께 시즌2) - programma televisivo, episodi 8-10 (2021)
- Bistro Shigor (시고르 경양식) - programma televisivo (2021-2022)
- BEST CHOICE - programma televisivo, episodio 26 (2021)
- No Prepare (차린건 없지만) - programma televisivo, episodio 11 (2022)